# اندری ندیک
اندری ندیک (اوکراینی: Андрій Дмитрович Недяк؛ زادهٔ ۲۷ مارس ۱۹۶۳) بازیکن فوتبال اهل اتحاد جماهیر شوروی سوسیالیستی است.
از باشگاه‌هایی که در آن بازی کرده‌است می‌توان به باشگاه فوتبال متالیست خارکوف و باشگاه فوتبال فورسکلا پولتاوا اشاره کرد.